# Флавинадениндинуклеотид

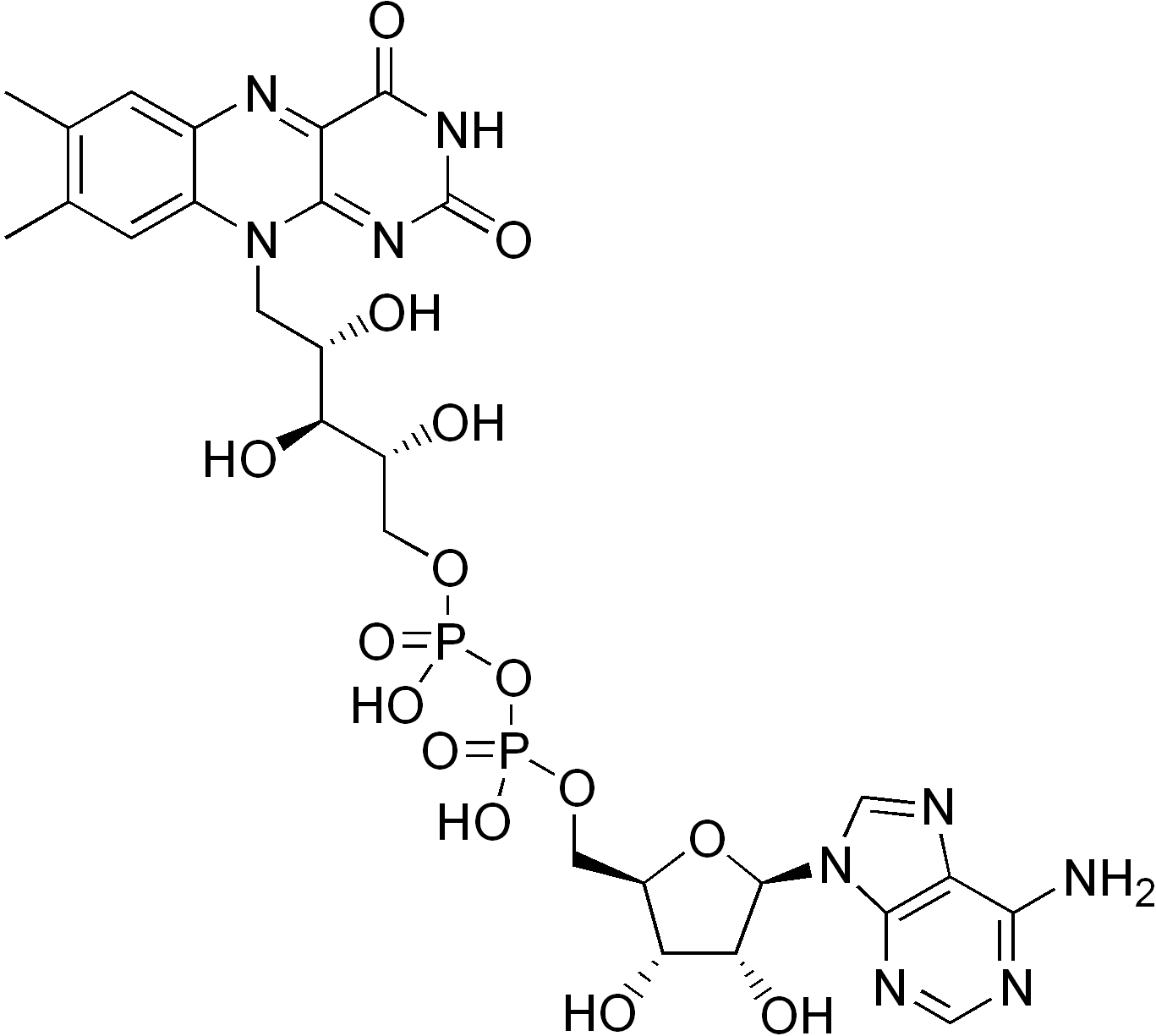
ФАД

ФАД — флавинадениндинуклеотид — кофермент, принимающий участие во многих окислительно-восстановительных биохимических процессах. ФАД существует в двух формах — окисленной и восстановленной, его биохимическая функция, как правило, заключается в переходе между этими формами.

## ФАДH2
ФАД может быть восстановлен до ФАДH2, при этом он принимает два атома водорода.
Молекула ФАДH2 является переносчиком энергии и восстановленный кофермент может быть использован как субстрат в реакции окислительного фосфорилирования в митохондрии. Молекула ФАДH2 окисляется в ФАД, при этом выделяется энергия, эквивалентная (запасаемая в форме) двум молекулам ATФ.
Основной источник восстановленного ФАД у эукариот — цикл Кребса и β-окисление жирных кислот. В цикле Кребса ФАД является простетической группой фермента сукцинатдегидрогеназы, которая окисляет сукцинат до фумарата, в бета-окислении липидов ФАД является коферментом ацил-КоА-дегидрогеназ.
ФАД образуется из рибофлавина, многие оксидоредуктазы, называемые флавопротеинами, для своей работы используют ФАД как простетическую группу в реакциях переноса электронов.